# 豪山
豪山（英語：Mount Howe）是南極洲的山峰，位於瑪麗伯德地，處於斯科特冰川東岸，海拔高度2,930米，在1934年12月由美國探險隊發現，現時由南極條約體系管理。